# Arsenal Kiev
Pour les articles homonymes, voir Arsenal (homonymie).
Maillots
Le Futbolnyy Klub Arsenal Kiev (en ukrainien : Футбольний Клуб Оболонь Київ), plus couramment abrégé en Arsenal Kiev, est un club ukrainien de football fondé en 1925, et basé à Kiev, la capitale du pays.
Disparu en 2013, il est immédiatement refondé un an plus tard en 2014.

## Historique
- 1925-1963 : Durant cette période, le club a été créé sous le nom de Mashynobudivnyk (Machiniste).
- 1993 : Le club obtient le statut professionnel et se renomme sous le nom de Niva-Borisfen Mironovka
- 1994 : Renommage en CSKA Borisfen Borispol
- 1995 : Renommage en CSKA Borisfen-Kiev
- 1996 : Renommage en CSKA Kiev
- 2001 : Renommage en FC Arsenal Kiev
- 2013 : Le club se déclare en faillite et se retire du championnat d'Ukraine en raison de problèmes financiers[2].
- 2014 : Refondation du club

## Bilan sportif

### Palmarès
- Coupe d'Ukraine
  - Finaliste : 1998, 2001

- Championnat d'Ukraine de D2
  - Vainqueur : 2018

### Bilan européen
Note : dans les résultats ci-dessous, le score du club est toujours donné en premier.
| Saison    | Compétition      | Tour              | Club                     | Domicile | Extérieur | Total |
| --------- | ---------------- | ----------------- | ------------------------ | -------- | --------- | ----- |
| 1998-1999 | Coupe des coupes | Tour préliminaire | Cork City                | 2 - 0    | 1 - 2     | 3 - 2 |
| 1998-1999 | Coupe des coupes | Premier tour      | Lokomotiv Moscou         | 0 - 2    | 1 - 3     | 1 - 5 |
| 2001-2002 | Coupe UEFA       | Tour préliminaire | FC Jokerit               | 2 - 0    | 2 - 0     | 4 - 0 |
| 2001-2002 | Coupe UEFA       | Premier tour      | Étoile rouge de Belgrade | 3 - 2    | 0 - 0     | 3 - 2 |
| 2001-2002 | Coupe UEFA       | Deuxième tour     | Club Bruges              | 0 - 2    | 0 - 5     | 0 - 7 |
| 2012-2013 | Ligue Europa     | Troisième tour Q  | ND Mura 05               | 0 - 3    | 2 - 0     | 2 - 3 |

1. ↑  Défaite sur tapis vert pour avoir aligné un joueur inéligible. Le résultat initial du match était une victoire 3-0 pour l'Arsenal Kiev.

Légende
- Victoire ou qualification pour le tour suivant
- Match nul
- Défaite ou élimination de la compétition

## Personnalités du club

### Présidents du club
| - Dmytro Zlobenko (1993 - 1995) - Mikhaïl Grinchpone (1995 - 1998) - Viktor Topolov (1998 - 1999) - Andriy Artemenko (1999 - 2000) | - Unіsport Consalting Ltd. (2000 - 2001) - Administration de la ville de Kiev (2001 - 2007) - Vadim Rabinovitch (2007 - 2013) | - Oleksandr Onyshchenko (2013) - Oleksiy Kikireshko (2014 - 2018) - Ivica Pirić (2018 - ) |

### Entraîneurs du club
| - Oleg Kuznetsov (1er juillet 2001 - 30 juin 2002) - Vyatcheslav Hroznyi (1er juillet 2002 - 30 juin 2004) - Oleksandr Baranov (1er juillet 2004 - 1er novembre 2005) - Oleksandr Zavarov (10 novembre 2005 - 28 janvier 2010) - Vyatcheslav Hroznyi (28 janvier 2010 - 16 avril 2010) - Yuriy Bakalov (22 avril 2010 - 18 mai 2010) | - Yuriy Bakalov (18 mai 2010 - 29 mai 2011) - Leonid Kuchuk (2 juin 2011 - 31 décembre 2012) - Youriy Bakalov (5 janvier 2013 - 21 novembre 2013) - Serhiy Zakarlyuka (22 novembre 2013 - 31 janvier 2014) - Andriy Annenkov (1er février 2014 - 8 août 2015) - Angel Tchervenkov (13 août 2015 - 15 décembre 2015) | - Serhiy Litovtchenko (23 décembre 2015 - 22 juin 2018) - Fabrizio Ravanelli (22 juin 2018 - 22 septembre 2018) - Vladyslav Houmenyouk (22 septembre 2018 - 1er octobre 2018) - Vyatcheslav Hroznyi (1er octobre 2018 - 9 janvier 2019) - Ihor Leonov (16 janvier 2019 - juin 2019) |

## Identité du club

### Supporters du club
Les « ultras » d'Arsenal Kiev sont connus en Ukraine pour leur engagement associatif anti-raciste. Ils sont victimes d'attaques de supporters proches des mouvances néo-nazies dans les autres stades ukrainiens et le club cultive depuis lors de nombreuses rivalités.

### Historique du logo du club

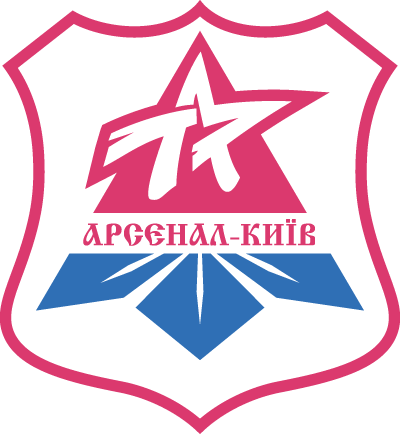
Logo de 2001 à 2003.
Logo de 2003 à 2013.
Logo actuel.